# Johnnier Montaño
Johnnier Esteiner Montaño Caicedo (Cali, 14 gennaio 1983) è un ex calciatore colombiano, di ruolo centrocampista.

## Biografia
È fratello di Víctor Hugo Montaño.

## Caratteristiche tecniche
Fantasista, trequartista o all'occorrenza attaccante, venne notato già in giovane età, tanto da trasferirsi in Italia a 16 anni, diventando così il più giovane calciatore della Serie A 1999-2000.
Nel 2001 è stato inserito nella lista dei migliori calciatori stilata da Don Balón.

## Carriera

### Club

#### Inizi di carriera
Cresciuto nell'América de Cali, squadra della sua città natale, all'età di 15 anni fu acquistato dagli argentini del Quilmes, con cui realizzò 3 reti in 7 partite. Nell'estate 1999 passò al Parma, che lo portò in Emilia assieme al compagno di nazionale Jorge Bolaño.

#### Esperienza italiana
Il Parma nelle prime due stagioni decise di tenere il giovane colombiano nella rosa della prima squadra con l'intento di farlo crescere assieme ai campioni che già militavano nella squadra emiliana, impiegandolo raramente; ma già dalle prime stagioni si percepì come la vita di Johnnier fosse scossa da problemi personali: infatti Montaño non era nuovo a fughe da Parma per tornare di nascosto a trovare la famiglia in Colombia.
Nel Parma segna un solo gol in Coppa UEFA contro il PSV, nella partita vinta dai ducali per 3-2.
Nella stagione 2001-2002 andò in prestito all'Verona, allenato da Alberto Malesani che lo aveva già avuto a Parma; dopo un avvio di campionato da titolare perse il posto e chiuse la stagione con 10 presenze, mentre il Verona retrocesse all'ultima giornata.
La stagione successiva Montaño ebbe un'ulteriore opportunità per mettersi in luce restando in Serie A, in prestito al Piacenza. Inizialmente schierato in coppia con Dario Hübner, realizzò il suo primo gol in Serie A contro il Brescia, nel prosieguo della stagione le prestazioni peggiorarono sensibilmente, e la situazione fu aggravata da una nuova fuga in Colombia durante la pausa invernale. Non diede più notizie di sé fino a febbraio quando si ripresentò all'improvviso a Piacenza; a causa di ciò venne anche aggredito da alcuni tifosi mentre si allenava. Dopo questi fatti, il Piacenza decise di restituirlo al Parma, con cui concluse la stagione.
A questo punto Johnnier Montaño sparì dalla scena, e il Parma lo mandò in prestito in Sudamerica in attesa della scadenza del contratto.

#### Il ritorno in Sud America
Nel 2004 torna in Colombia nell'América de Cali, la squadra che lo lanciò, con la formula del prestito; l'anno dopo cambia squadra ed approda all'Independiente Santa Fe, ma anche lì non trova continuità di gioco e rendimento. Nel 2006 rescinde il contratto col Parma e viene ingaggiato dalla Al-Wakrah, squadra del campionato di calcio del Qatar, ma anche in Medio Oriente non riesce a farsi valere.
Trova un accordo con i peruviani dello Sport Boys, squadra che permette al colombiano di esprimersi con un posto da titolare. Dopo aver giocato con la società di Callao, Montaño a sorpresa passa alla più quotata Alianza Lima, in lotta per la vittoria del campionato, avviando però un caso riguardante un contratto firmato con l'Universitario de Deportes che lo porta alla squalifica. A questo punto il venticinquenne calciatore colombiano va in prova ai Toronto FC, ma viene confermato all'Alianza Lima anche per la stagione 2009. Nel 2010 la società decide di inviarlo in prestito al Konyaspor, squadra neopromossa nella prima divisione del campionato turco. Ritornato in Perù, disputa un'ulteriore stagione nel club della capitale prima di trasferirsi nel marzo 2012 al Club Deportivo Universidad San Martín de Porres, sempre nella massima divisione peruviana. Nel gennaio 2015 si trasferisce al Melgar.

### Nazionale
Fu convocato quindicenne nella Nazionale Under-20 colombiana, partecipante al Torneo di Tolone e quindi nella Nazionale maggiore, con cui prese parte alla Copa América 1999 in Paraguay. In questa manifestazione realizzò una rete nella vittoria per 3 a 0 contro l'Argentina, partita segnata anche da tre rigori falliti da Martín Palermo.

## Statistiche

### Cronologia presenze e reti in nazionale
| Cronologia completa delle presenze e delle reti in nazionale ― Colombia | Cronologia completa delle presenze e delle reti in nazionale ― Colombia | Cronologia completa delle presenze e delle reti in nazionale ― Colombia | Cronologia completa delle presenze e delle reti in nazionale ― Colombia | Cronologia completa delle presenze e delle reti in nazionale ― Colombia | Cronologia completa delle presenze e delle reti in nazionale ― Colombia | Cronologia completa delle presenze e delle reti in nazionale ― Colombia | Cronologia completa delle presenze e delle reti in nazionale ― Colombia |
| Data                                                                    | Città                                                                   | In casa                                                                 | Risultato                                                               | Ospiti                                                                  | Competizione                                                            | Reti                                                                    | Note                                                                    |
| ----------------------------------------------------------------------- | ----------------------------------------------------------------------- | ----------------------------------------------------------------------- | ----------------------------------------------------------------------- | ----------------------------------------------------------------------- | ----------------------------------------------------------------------- | ----------------------------------------------------------------------- | ----------------------------------------------------------------------- |
| 30-3-1999                                                               | Maracaibo                                                               | Venezuela                                                               | 0 – 0                                                                   | Colombia                                                                | Amichevole                                                              | -                                                                       | 54’                                                                     |
| 1-7-1999                                                                | Asunción                                                                | Uruguay                                                                 | 0 – 1                                                                   | Colombia                                                                | Coppa America 1999 - 1º turno                                           | -                                                                       | 60’                                                                     |
| 4-7-1999                                                                | Luque                                                                   | Argentina                                                               | 0 – 3                                                                   | Colombia                                                                | Coppa America 1999 - 1º turno                                           | 1                                                                       | 55’                                                                     |
| 7-7-1999                                                                | Luque                                                                   | Colombia                                                                | 2 – 1                                                                   | Ecuador                                                                 | Coppa America 1999 - 1º turno                                           | -                                                                       | 58’                                                                     |
| 19-11-1999                                                              | Bogotà                                                                  | Colombia                                                                | 1 – 0                                                                   | Slovacchia                                                              | Amichevole                                                              | -                                                                       | 60’                                                                     |
| 18-11-2000                                                              | Miami                                                                   | Trinidad e Tobago                                                       | 4 – 3                                                                   | Colombia                                                                | Amichevole                                                              | -                                                                       |                                                                         |
| 1-5-2003                                                                | Miami                                                                   | Colombia                                                                | 0 – 0                                                                   | Honduras                                                                | Amichevole                                                              | -                                                                       |                                                                         |
| Totale                                                                  |                                                                         | Presenze                                                                | 7                                                                       |                                                                         | Reti                                                                    | 1                                                                       |                                                                         |

## Palmarès

### Club

#### Competizioni nazionali
- Supercoppa italiana: 1

Parma: 1999